# Vena contracta

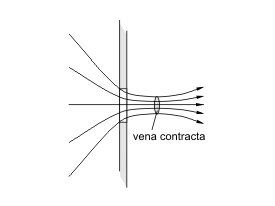
Vena contracta

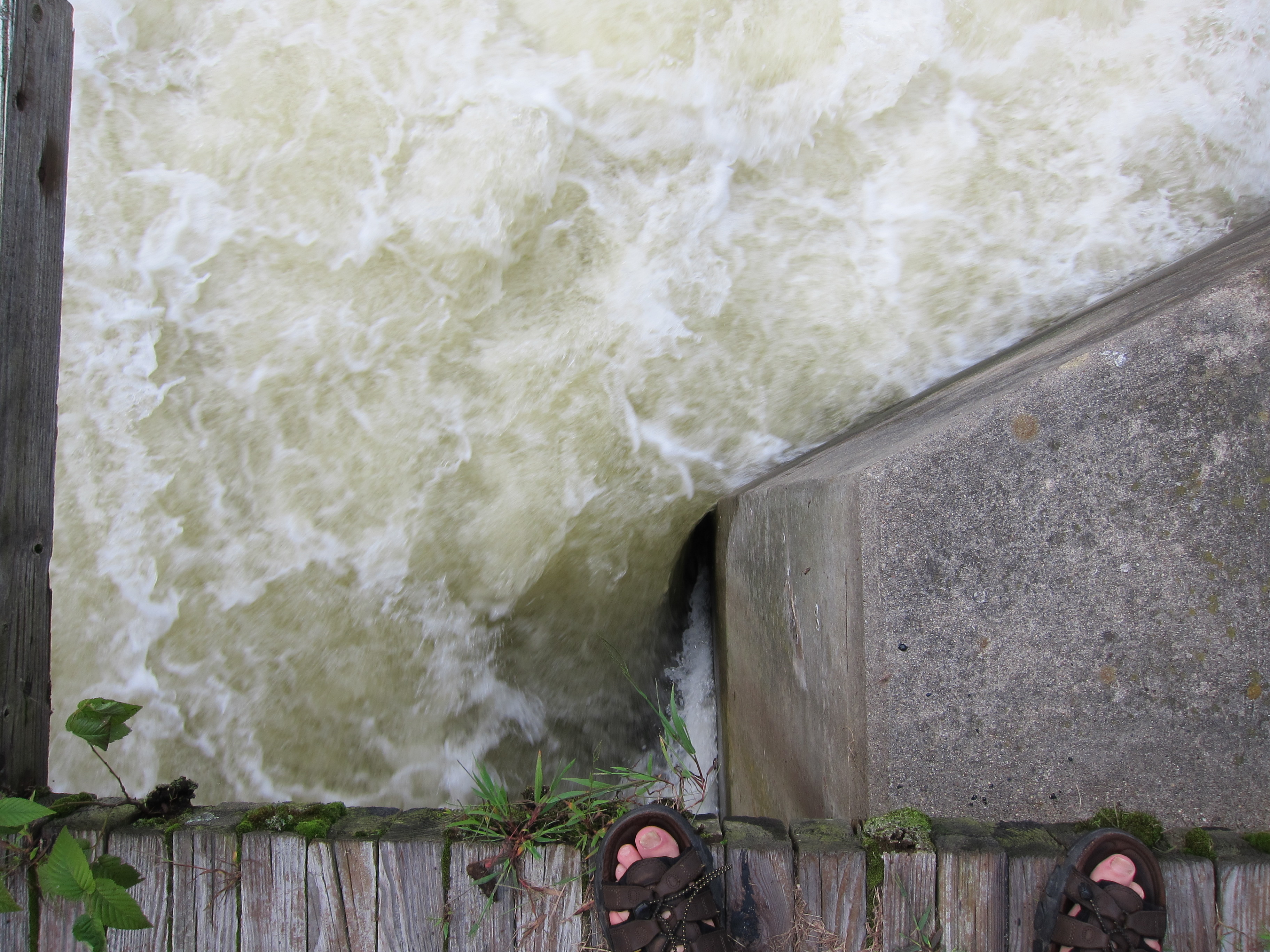
Appena oltre la diga del lago Swartswood, il fiume è costretto a restringersi da un ponte di cemento. La separazione del flusso è chiaramente evidente in corrispondenza della curva stretta, appena sopra la vena contracta.

La vena contracta è la zona di massima trasformazione dell’energia pressoria in energia cinetica, nel passaggio del flusso di un fluido attraverso un orifizio o un ugello.
Si tratta del punto più ristretto prima della formazione del getto da rigurgito e può essere considerata come misura della dimensione antero-posteriore dell’area effettiva di rigurgito.
È quindi il punto in cui l'area della sezione trasversale è minima.
La contrazione massima avviene in un tratto leggermente a valle dell'orifizio, dove il getto è più o meno orizzontale.

## Descrizione
L'effetto si osserva anche nel flusso da un serbatoio in un tubo o in un'improvvisa contrazione del diametro del tubo. Le linee di flusso convergeranno appena a valle del cambiamento di diametro e una regione di flusso separato si originerà dall'angolo acuto del cambiamento di diametro e si estenderà oltre la vena contracta.
La formazione di vena contracta può essere vista nel venturimetro.
La ragione di questo fenomeno è che le linee di flusso non possono cambiare bruscamente direzione. Sia nel caso del getto libero che nel cambio improvviso del diametro del tubo, le linee di flusso non sono in grado di seguire perfettamente l'angolo acuto nella parete del tubo/serbatoio. Le linee di flusso convergenti seguono un percorso regolare, che si traduce nel restringimento del getto (o flusso del tubo primario).
La misurazione della vena contracta è utile nell'ecocardiografia, dove descrive la più piccola sezione del getto di flusso sanguigno che esce da una valvola cardiaca. Ciò corrisponde all'area effettiva dell'orifizio (OEA) calcolata per le valvole cardiache utilizzando l'equazione di continuità.

## Fucili da caccia
Il termine Vena Contracta era usato da diversi costruttori di fucili da caccia inglesi del XIX e XX secolo. Le canne dei fucili sportivi si assottigliavano molto pesantemente dalla culatta alla volata. In questa maniera un fucile con culatta calibro 12 avrebbe avuto una volata calibro 20. L'idea era di mantenere i vantaggi di un fucile a canna larga che colpisse pesantemente, pur mantenendo il rinculo minore e la facile manovrabilità di un piccolo calibro. Diverse aziende leader nel settore hanno prodotto questo tipo di armi, ma la scelta si è rivelata poco efficace e la maggior parte delle armi fu restituita ai produttori in cambio di canne di grosso calibro. Rari sono i modelli completi e funzionanti, che comunque non sono molto ricercati sul mercato.

## Coefficiente di contrazione
Il coefficiente di contrazione è definito come il rapporto tra l'area del getto in corrispondenza della vena contracta e l'area dell'orifizio.
C c = Area alla vena contracta / Area dell'orifizio.
Il valore tipico può essere 0,611 per un orifizio acuto (concentrico con il canale di flusso). Più piccolo è il valore, maggiore sarà l'effetto della vena contracta.